# Ginés Parra
Pour les articles homonymes, voir Parra (homonymie).
Ginés Parra (1896-1960) est un peintre espagnol de l'École de Paris.

## Biographie
José Antonio Ramón Parra Menchón naît à Zurgena (Almería) le 24 janvier 1896, avant-dernier des six enfants d'une très humble famille d'agriculteurs. En 1906 sa famille émigre en Algérie où il passe son enfance et son adolescence, son père et ses frères aînés travaillant dans les mines de Tlemcen. Il commence alors à dessiner et modeler des sculptures. Après avoir lui-même travaillé très jeune dans les mines, il part en 1910, selon ses premières biographies, avec son frère Ginès en Argentine, où il se fait maçon, puis travaille dans les mines de cuivre de l'Arizona. C'est alors, a-t-on dit, que son frère Ginès meurt et qu'il adopte son prénom. Après un court passage en 1916 à Los Angeles, il reçoit à New York jusqu'en 1919 sa première formation artistique à la «Students League», tandis qu'il travaille la nuit dans le métro. 
En 1919 Ginés Parra revient à Zurgena puis part en 1920 à Paris. Il s'installe d'abord à Aubervilliers, exerçant jour et nuit les tâches les plus modestes, gardien de magasin jusqu'en 1921 pour la Société parisienne des Sciures ou, par la suite jusqu'en 1933, lavant les voitures dans un garage, pour survivre et continuer à peindre. Il fréquente l'École des Beaux-Arts, où ses professeurs sont Lucien Simon et Louis Roger, vivant à partir de 1922 dans un petit studio non loin de Montparnasse, 4 rue du Texel, qu'il conservera jusqu'à sa mort. Il expose  dès 1922 au Salon des artistes français, au Salon des indépendants et au Salon d'automne. En 1927 il se lie avec le sculpteur Julio González et Picasso. Vivant alors, rue Vercingétorix, dans une certaine aisance il acquiert un dessin de Degas, une aquarelle de Picasso, un tableau de Modigliani, deux de Vlaminck et plusieurs de Othon Friesz qu'il sera obligé, dans des conditions plus difficiles, de vendre en 1948. Il fait en 1931 un voyage en Espagne puis revient à Paris en 1933 et participe en 1937 à l'Exposition internationale dans le cadre du pavillon espagnol.

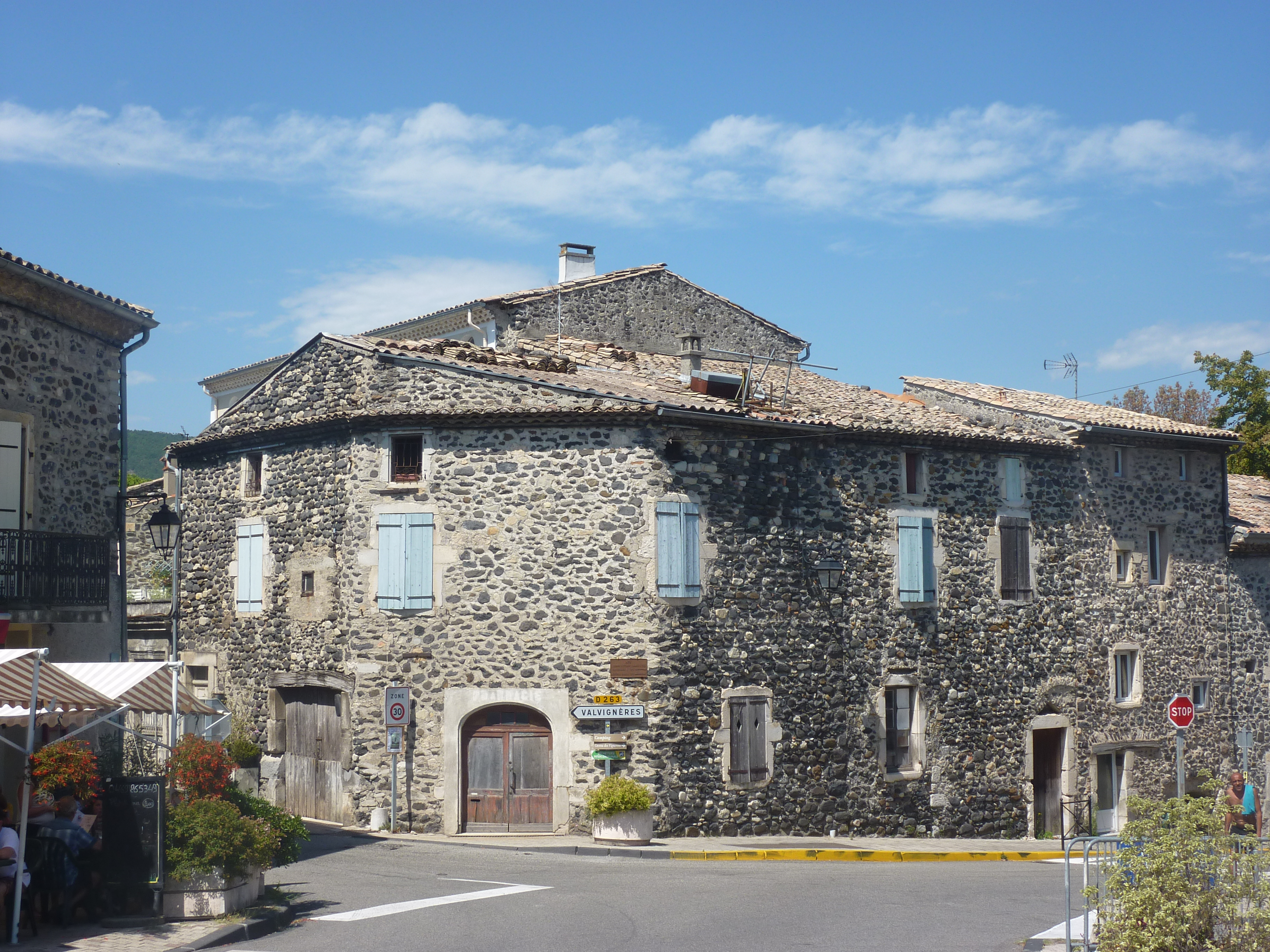
La maison qu'acquiert en 1949 Ginés Parra à Alba-la-Romaine

La guerre civile surprend Parra alors qu'il est de passage à Madrid. Selon les biographies existantes, il s'engage alors dans l'armée républicaine, participe peut-être à la bataille de l'Èbre, est emprisonné en 1938 pour plusieurs années en Galice puis libéré, regagne Paris. Il y fait la connaissance de René Breteau qui l'expose dans sa galerie en 1942 et 1948. Il participe avec les peintres et sculpteurs de l'école espagnole de Paris, notamment Picasso, qui acquiert plusieurs de ses œuvres, Dominguez, Gargallo, Julio Gonzales, Juan Gris, Bores, Clavé, Xavier Oriach, José Palmeiro, Eduardo Pisano, Joaquín Peinado, Federico Cantú, Pelayo, Tàpies, Lobo, Palazuelo, à des expositions collectives à Paris en 1942, 1943, 1945 et 1946 à Paris, à Prague en 1946, à Londres en 1947, à Bruxelles et Stockholm en 1948. 

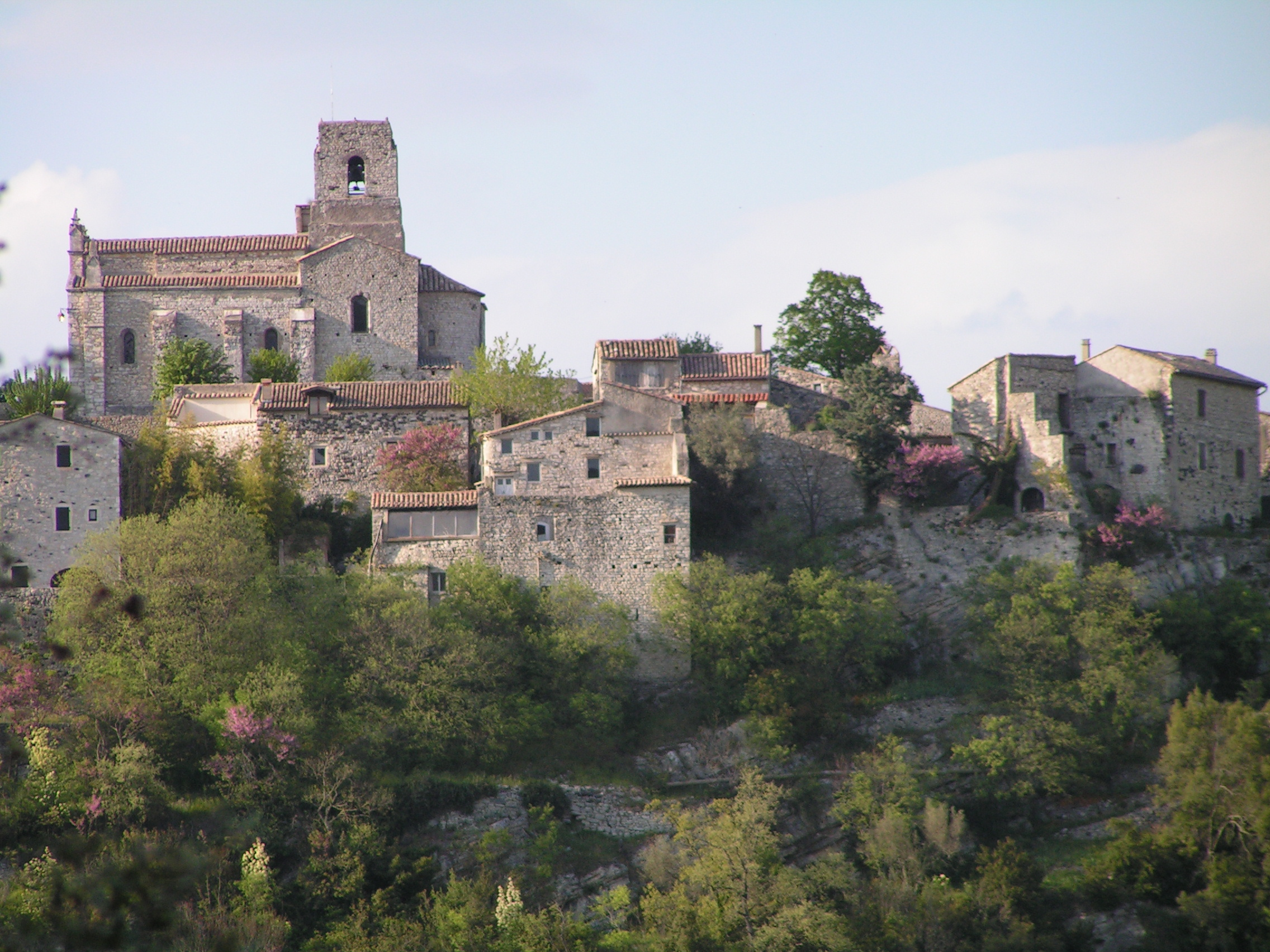
Saint-Thomé (Ardèche) où est enterré Ginés Parra

En 1949 Parra est l'un des premiers artistes (avec Alejandro Obregón, Theodore Appleby, Stanley William Hayter ou Honorio García Condoy) à s'installer à Alba-la-Romaine en Ardèche, à la suite d'un article d'André Lhote dans Combat le 15 septembre 1948, où il restaure une vieille maison. Il fait connaître Alba à son ami le peintre chilien Eudaldo et sa compagne Consuelo Araoz qui s'y installent et y invitent Jean Le Moal et Juana Muller, tandis qu'il se déplace lui-même quelques kilomètres plus loin à Saint-Thomé. 
Ginés Parra retourne en 1949 en Amérique du Sud, réalisant des expositions à Buenos Aires en 1949, Rio de Janeiro, São Paulo et Lima en 1950 et Mexique en 1951 (le catalogue contenant un poème de Rafael Alberti sur sa peinture). En 1951 Parra voyage aux États-Unis puis rentre à Paris.

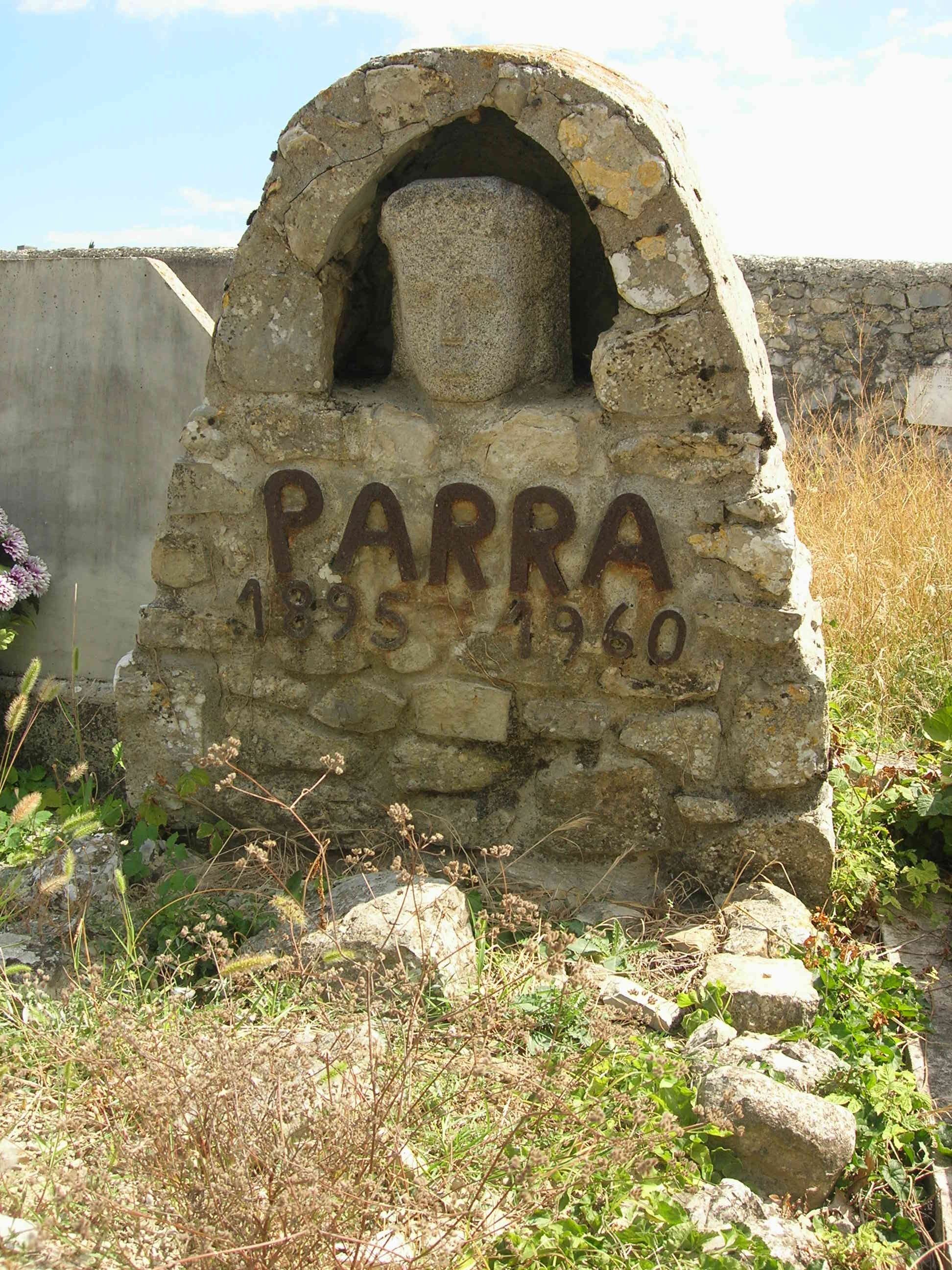
Tombe de Ginés Parra à Saint-Thomé (Ardèche)

Une des œuvres de Parra est reproduite en 1952 dans la revue Soleil (no 7-8) dirigée à Alger par le poète Jean Sénac. Lui-même expose la même année à La Havane et Mexico, en 1953 au Guatemala, San Salvador et Lima au Pérou où il passe plusieurs mois, en 1954 à Buenos Aires. Après une absence de deux ans, il rentre ensuite à Paris.
Alors qu'il est atteint par le cancer, Ginés Parra est amicalement et matériellement aidé par Picasso. Il meurt le 19 avril 1960 et est enterré à Saint-Thomé. La même année le Salon des indépendants organise une rétrospective de son œuvre, une autre est présentée à Madrid en 1974. De 1965 à 2006 des peintures de Parra ont été présentées dans une vingtaine d'expositions personnelles en Espagne, Grande-Bretagne et Australie, ainsi que dans une cinquantaine d'expositions collectives.

## L'œuvre
À mi-chemin des formes hiératiques médiévales et de celles de l'avant-garde du premier quart du XXe siècle, l'œuvre de Parra s'enracine dans les libérations de la couleur et de la forme opérées par le fauvisme et le cubisme qu'elle conjugue à un expressionnisme austère. Elle ne s'inscrit cependant dans aucune école.
La caractéristique des peintures de Parra, paysages, visages ou natures mortes, est l'économie de moyens. Deux ou trois couleurs, intenses mais aussi douces ou âpres, suffisent le plus souvent, distribuées en larges plans et jointes à des plages blanches ou grises, à la construction puissamment structurées, « cyclopéenne » a-t-on dit, de ses toiles. En marge de toute perspective, un épais graphisme noir y réduit la vision à l'essentiel. 
L'empâtement de leur matière a fait comparer les œuvres de Parra à celles de Rouault. Elles ne s'apparenteraient pas moins aux créations de l'art brut.

## Musées et collections publiques

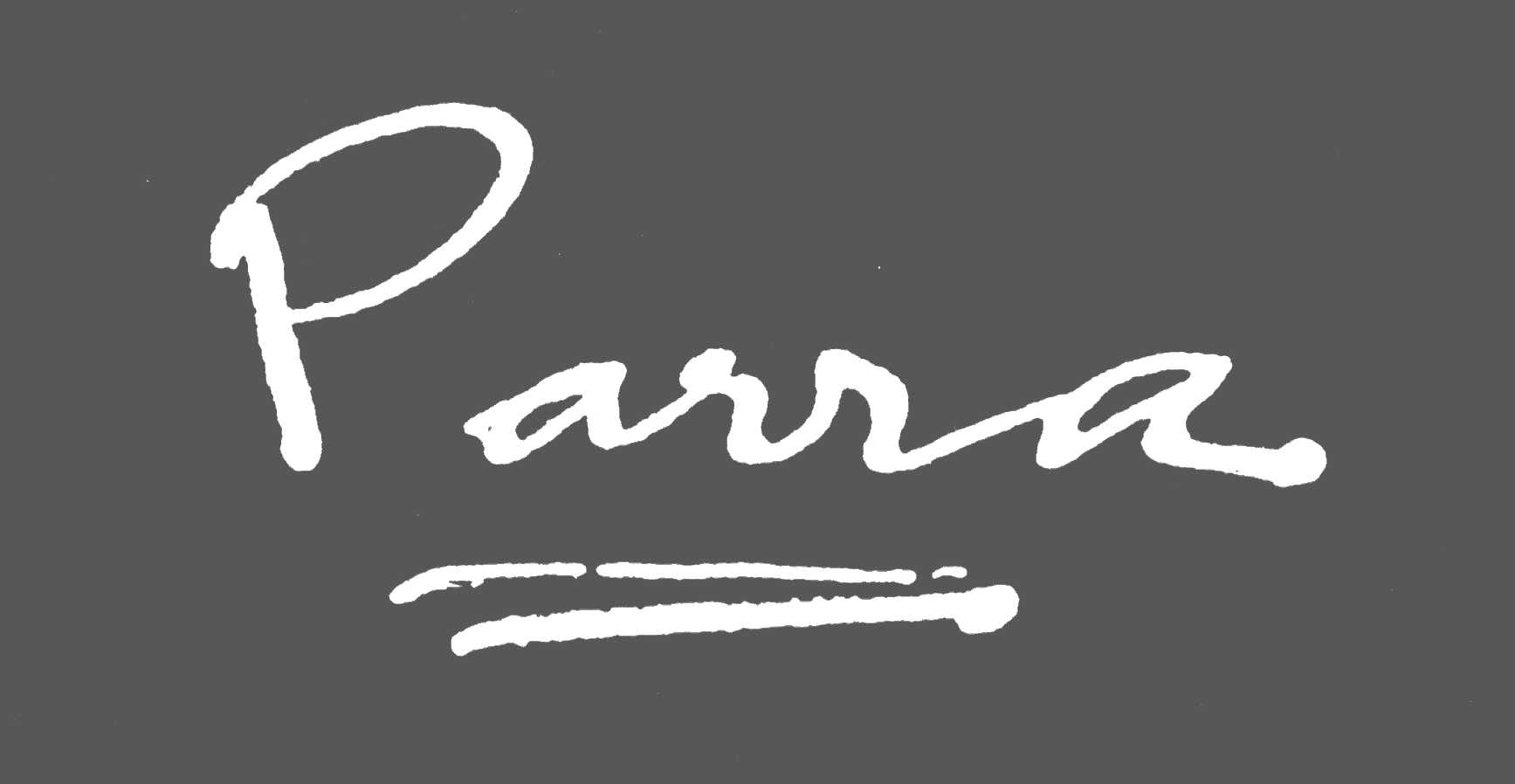
Signature de Parra

- Almeria : Ayuntamiento de Zurgena (Lavandière, 1943)
- Bilbao : Museo de Bellas Artes (Maisons et arbres, 1957)
- Madrid : Musée national Reine-Sophie (Composition avec profil de femme, 1945); Colección Fundación Arte y Technologia
- Tolède : Museo de Santa Cruz (Nu, 1944)
- Valladolid : Museo de Arte Contemporaneo Espagnol; C.A.C. Patio Herreriano (Panier et fruits, 1949)
- Vitoria-Gasteiz : Artium de Àlava (Adoration des Rois, 1956)
- Brno : Galerie de Moravie (Paysage, 1945)
- La Havane
- Boston : Musée des beaux-arts (Léda et le cygne, 1928)
- Perth : Art Gallery of Western Australia (Paysage en vert, c. 1949)
- Prague : Galerie Nationale (Nature morte au violon, 1945)
- São Paulo : Musée d'Art Moderne

## Collections privées
- Jeanne Besnard-Fortin (Portrait de Jeanne Besnard-Fortin)